# 教育委員会規則
教育委員会規則（きょういくいいんかいきそく）とは、法令または条例に違反しない限りにおいて、教育委員会の権限に属する事務に関して、教育委員会が制定する規則のことである。
地方教育行政の組織及び運営に関する法律（昭和31年法律第162号）の第15条第1項に規定され、教育委員会規則、その他教育委員会の定める規程で公表を要するものの公布に関し必要な事項は、教育委員会規則で定めることとなっている（同条第2項）。
教育委員会規則については、学校管理規則などが知られており、これは地方教育行政の組織及び運営に関する法律の第33条に基づいている。これは、「法令又は条例に違反しない限度において、その所管に属する学校その他の教育機関の施設、設備、組織編制、教育課程、教材の取扱その他学校その他の教育機関の管理運営の基本的事項について」教育委員会が定めるものである。